# Vampira (película de 1974)
Vampira  es una película de comedia y horror de 1974 protagonizada por David Niven y Teresa Graves y dirigida por Clive Donner.

## Argumento
El conde Drácula es un viejo vampiro que debido a su avanzada edad se ve forzado a realizar tours guiados por su castillo para poder proveerse nuevas víctimas.

## Reparto
- David Niven como el conde Drácula.
- Teresa Graves como la condesa Vampira.
- Nicky Henson como Marc.
- Jennie Linden como Angela.
- Linda Hayden como Helga.
- Bernard Bresslaw como Pottinger.
- Andrea Allan como Eva.
- Veronica Carlson como Ritva.
- Minah Bird como Rosa.
- Freddie Jones como Gilmore.
- Chris Sandford como Milton.
- Frank Thornton como Sr. King
- Peter Bayliss como Maltravers.
- Cathie Shirriff como Nancy.
- Penny Irving como Conejita Playboy.